# Polypoetes cethegus
Polypoetes cethegus är en fjärilsart som beskrevs av William Schaus 1889. Polypoetes cethegus ingår i släktet Polypoetes och familjen tandspinnare. Inga underarter finns listade i Catalogue of Life.